# Parc Ten Reuken
Ne doit pas être confondu avec Parc Seny.
Le parc Ten Reuken (en néerlandais : Ten Reukenpark) est un parc de promenade de type paysager bruxellois de la commune d'Auderghem et de Watermael-Boitsfort longeant le boulevard du Souverain.
Une partie de cette promenade s'insère dans la promenade verte de la Région bruxelloise.

## Historique[2]
Le hameau Tenreuken ou Tenrodeken – Au lieu défriché - Au Sart (Ten = au, reuken = sart, lieu défriché) – est situé sur la commune de Watermael-Boitsfort, à la limite d'Auderghem qui en est séparé en 1863.  
Profitant de l'étang et de la Woluwe sur laquelle il installe un moulin à eau, à hauteur de la rue Tenreuken, Jean-Baptiste Malderen construit une distillerie d'alcool fabriqué à partir de fécule de pomme de terre. Associé à Albert Lucq, Malderen diversifie l'activité de la seule usine qu'ait jamais abrité Boitsfort, la distillerie l'Espérance : en plus des 23.000 hectolitres d'alcool de pomme de terre, il produit et vend 30.000 litres d'alcool de grain, élève 1.400 carpes dans l'étang, plante une peupleraie et décuple la force motrice du moulin en y adjoignant une machine à vapeur.  Malgré cette prospérité apparente, la propriété est vendue en 1840 à la mère de Gustave-Ghislain Vandendaele, puis en 1873 à Désiré Hainaut, le neveu d'Albert Lucq…  Incendiée par la foudre, l'usine est reconstruite et flanquée d'une forge, d'une maison de maître et d'une étable en équerre le long du Leybeek ; la machine à vapeur remplace le moulin à eau, la distillerie d'alcool fait place à la vente de grains et de levure, puis à un négoce de vins et de spiritueux.  
Le parc Ten Reuken a été créé au début du XXe siècle dans le contexte du percement du boulevard du Souverain lequel il longe et dont les travaux, commencés en 1901, s'interrompirent brusquement en avril 1902 pendant quatre ans. En 1910 seulement eut lieu la réception officielle des travaux. Expropriée par l'Etat, la propriété a été rasée et les fondations enfouies sous le nouveau parc, le long de la rue Tenreuken.  
Le parc, relique de la forêt de Soignes, fut aménagé là où s'élargissait la Woluwe. Il comprenait un étang, une ceinture de gazon et de prés humides et des peuplements d'arbres forestiers. Les plans furent signés par l'ingénieur J. Christophe.

## Descriptif[2]
Trois fois plus long que large, le parc Ten Reuken est structuré autour d'un étang artificiel alimenté par plusieurs sources et traversé par la Woluwe.  Il a gardé son dessin paysager classique, de type anglais, voulu dès l'origine. Les courbes de l'étang sont très souples et comme calligraphiées.

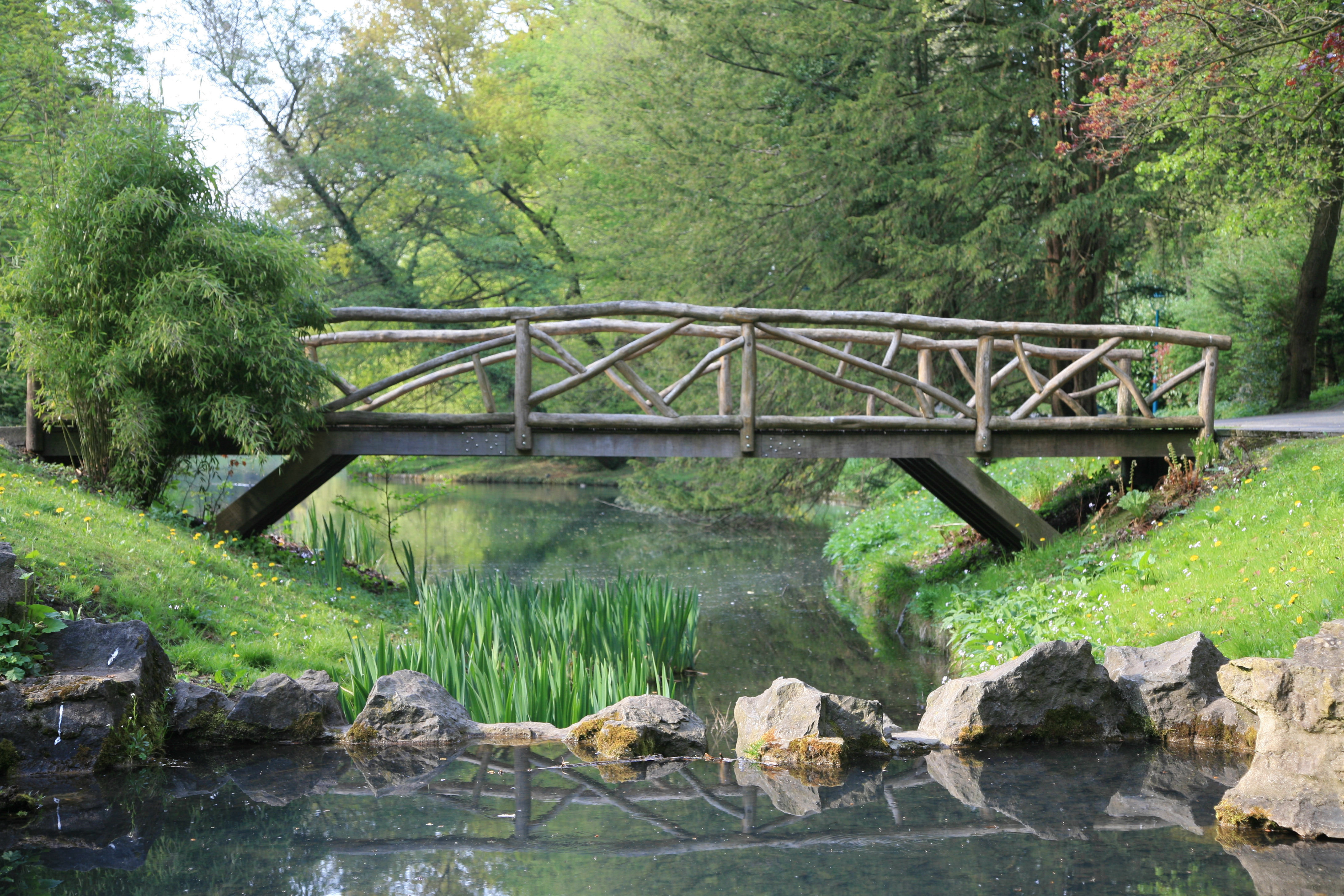
Pont et cascade de l'étang Ten Reuken.

Comme dans tous les parcs de la même époque, on note la présence de nombreuses rocailles autour de l'étang.  Imitant la nature – grottes, branches d'arbres, cascades, rochers – elles sont composées de fers à béton enrobés de ciment et confèrent au lieu une touche romantique.  Blottie dans un massif arboré à proximité de l'avenue du Grand Forestier, une cascade artificielle rappelle la chute d'eau du moulin qui alimentait autrefois la distillerie.  Plus loin, une gloriette coiffée d'un toit pointu sert de refuge aux promeneurs surpris par une averse.  A l'opposé, vers le parc Seny, un pont à rambardes en fausses branches enjambe la Woluwe.
De nombreux oiseaux d'eau fréquentent l'étang Ten Reuken: des poules d'eau, des ouettes d'Égypte, des colvert, des foulques, des hérons, des grèbe huppé ou encore des fuligule morillon.
De nombreuses chauve-souris en ont fait leur terrain de chasse de prédilection. 16 des 18 espèces de
chiroptères recensées en Belgique y ont été repérées. On a pu y observer l'espèce murin de Daubenton. 
Entre l'étang et le boulevard s'étend une prairie fleurie de marguerites, de gaillet jaune et blancs et même de saxifrage granulée.
De nombreux arbres du parc font partie des arbres remarquables de la Région bruxelloise : des cyprès chauve de Louisiane, quelques très beaux cèdres du Liban, des érables argentés, un magnifique tulipier de Virginie et un chêne des marais.